# Kriegerdenkmal Weichs

Mariensäule und Kriegerdenkmal Weichs

Das Kriegsmahnmal auf dem Friedhof Weichs

Das Kriegerdenkmal Weichs ist ein Ehrenmal im Gedenken an die Bewohner der Pfarrgemeinde Weichs, welche in den Einigungskriegen 1870/71 gegen Frankreich fielen.
Es wurde am Pfingstmontag 1899 durch den örtlichen Krieger- und Soldatenverein, der fünf Jahre zuvor gegründet worden war, in Form einer Mariensäule eingeweiht. Auf der Vorderseite befindet sich eine eingelassene Granitplatte mit den Worten „Zur Erinnerung an die in den Kämpfen gegen Frankreich anno 1870–71 gefallenen Krieger“ mit einer anschließenden Aufzählung der Gefallenen. Auf der rechten Seite des Denkmals sind die Namen der aus dem Krieg wieder heimgekehrten Soldaten aufgelistet. Nach den letzten Namen wurde die Jahreszahl 1866 angegeben, was sich auf den in diesem Jahr stattgefundenen Krieg zwischen Bayern und Preußen im Rahmen des Deutschen Krieges bezieht.
1922 wurde ein zweites Kriegerdenkmal in Weichs eingeweiht, welches an die Gefallenen des Ersten Weltkrieges 1914–1918 erinnern sollte. Man wählte dafür einen Platz in der Dorfmitte – die heutige Straßenkreuzung der Münchner und Freiherrn- mit der Freisinger Straße. Das Denkmal zeigte oben einen Soldaten mit Stahlhelm und Gewehr, welcher kniend ins Gebet vertieft ist. 1973 jedoch musste das Standbild auf das Friedhofsgelände verlegt werden, da das Verkehrsaufkommen stark gestiegen war. Das Mahnmal befindet sich bis heute dort und nur noch der steinerne Soldat erinnert an das damalige Denkmal.
2002 war eine Neugestaltung des Kriegerdenkmals geplant, bestehend aus der Soldatenplastik, Tafeln mit allen Namen der Weichser Gefallenen und Vermissten sowie einem Gedenkstein für die Heimatvertriebenen. Das neue Denkmal sollte auf eine 15 cm erhöhte Stufe gesetzt werden. Die Pläne scheiterten jedoch an der Denkmalschutzbehörde, welche einen neuen Plan vorlegte, den die Gemeinde akzeptieren musste. Es kam lediglich zu einer Renovierung des Denkmals, von den Erweiterungen sah man ab.

## Quelle
- Festschrift zur Einweihung des Kriegerdenkmals am Pfingstsonntag, den 19. Mai 2002

Koordinaten: 48° 22′ 43,28″ N, 11° 24′ 52,7″ O